# Ramesuan
Ramesuan (Thai: สมเด็จพระราเมศวร; * 1339; † 1395), Sohn von König Ramathibodi I., regierte als der zweite und der fünfte König des Königreichs Ayutthaya in Thailand.

## Leben
Als Ramathibodi I. den Thron von Ayutthaya bestieg, sandte er seinen Sohn Prinz Ramesuan an den Hof von Lop Buri, um das dortige Fürstentum zu regieren. Nach dem Tod seines Vaters im Jahr 1369 reiste Ramesuan nach Ayutthaya, um dort den Thron zu besteigen. Er war zu diesem Zeitpunkt 30 Jahre alt. Jedoch bereits nach einem Jahr wurde er von seinem Onkel Borommaracha I., dem älteren Bruder einer der Gemahlinnen seines Vaters, der bis dahin über Suphanburi geherrscht hatte, verdrängt. Nach den offiziellen Chroniken soll Ramesuan auf Anraten seiner Minister freiwillig den Thron abgegeben haben, während Jeremias Van Vliet in seiner Short History of the Kings of Thailand davon schreibt, dass er mit Gewalt verjagt wurde, „so dass lange Zeit niemand sagen konnte, wo er Zuflucht gefunden hatte“. Gemäß Van Vliet soll Ramesuan außerdem drei Jahre lang regiert haben.
Ramesuan zog sich wieder als Gouverneur nach Lop Buri zurück, wo er in den folgenden 18 Jahren Kräfte sammelte. Nach dem Tode von Borommaracha I. wurde dessen 17-jähriger Sohn Thong Chan zum König gekrönt. Ramesuan brauchte nur sieben Tage, bis er 1388 mit seinen Gefolgsleuten in Ayutthaya eintraf. Er stürmte den Thronsaal und nach einem hitzigen Streit tötete er den jungen König. Diesmal konnte Ramesuan das Land für die folgenden sechs Jahre regieren. (Einige Chroniken legen die zweite Regierungszeit von Ramesuan von 1382 bis 1387, er regierte demnach nur fünf Jahre.) Er starb im Alter von 57 Jahren. Sein Nachfolger wurde 1395 sein Sohn Rama, der den Krönungsnamen Ramrachathirat annahm.
Es scheint, dass Ramesuan in seiner zweiten Regierungszeit mit dem Königreich von Sukhothai ein friedliches Übereinkommen schloss, nachdem sein Vorgänger Borommaracha I. während seiner gesamten Regierung gegen sie Krieg geführt hatte. Einige Quellen sprechen dagegen von Feldzügen gegen das Königreich Lan Na (in Nordthailand) und von anderen gegen Angkor. Die Chroniken von Ayutthaya deuten an, dass Ramesuan zuerst Chiang Mai, dann die Hauptstadt von Lan Na eroberte, und 1390 viele Kriegsgefangene bei Phattalung, Songkhla und Nakhon Si Thammarat ansiedelte. Als der König von Angkor kurze Zeit später Chonburi geplündert hatte, marschierte König Ramesuan nach Kambodscha, wo er sowohl den König als auch seinen Uparaja („Zweiter König“) in die Flucht schlug. Er ließ 5000 Mann unter der Leitung von Phraya Chainarong als Besatzungstruppen in Angkor zurück. Es ist auffallend, dass weder in den Chroniken von Lan Na noch in denen von Kambodscha diese Vorfälle aufgeschrieben sind.

## Rezeption
Das Phra Ramesuan Stadium in Lop Buri trägt seinen Namen.